# Adrian Younge
Adrian Younge (1978) è un compositore, arrangiatore e produttore discografico statunitense, la cui attività si svolge prevalentemente nell'area di Los Angeles.

## Biografia
Andrian Younge comincia la sua carriera alla fine degli anni novanta come bassista e tastierista di varie formazioni musicali, per poi passare alla composizione con l'ausilio di strumenti MPC. Col tempo diviene un versatile polistrumentista, e si sperimenta nella registrazione analogica - come si evince da lavori come l'EP Venice Dawn, ricco di influenze derivanti dalla musica italiana. Nell'anno 2009 pubblica la colonna sonora del film Black Dynamite per l'etichetta Wax Poetics, mentre nel 2011 ripubblica il suo primo EP Venice Dawn in una forma ampliata e aggiornata, che prende il nome di Something About April. Nel 2013 pubblica due diversi dischi: nel primo, Adrian Younge Presents the Delfonics, ripropone le sonorità del gruppo soul statunitense "Delfonics"; nel secondo, Twelve Reasons to Die, collabora con il musicista Ghostface Killah come produttore. Tutte le sue opere sono fortemente connotate da sonorità basate sul soul americano degli anni '60 e '70.
Younge è proprietario di un negozio di dischi di Los Angeles chiamato "Artform Studio".

## Discografia
- 2000: Venice Dawn (EP)
- 2009: Black Dynamite (Colonna Sonora)
- 2012: Adrian Younge presents Venice Dawn: Something about April
- 2012: Dark Soul Mix
- 2013: Adrian Younge presents The Delfonics
- 2021: The American Negro

## Produttore
- 2013: Adrian Younge presents Twelve Reasons to Die (Ghostface Killah)
- 2013: "Picasso Baby" e "Heaven" da Magna Carta... Holy Grail (Jay-Z)
- 2014: Adrian Younge presents There is Only Now (Souls of Mischief)
- 2014: PRhyme (DJ Premier e Royce Da 5'9'')
- 2015: Adrian Younge presents Twelve Reasons to Die II (Ghostface Killah)
- 2015: In Another Life (Bilal)
- 2016: Something About April II